# KLM Flight Academy
De KLM Flight Academy is een Nederlandse vliegschool en voor 100% een dochteronderneming van de Koninklijke Luchtvaart Maatschappij (KLM). De vliegschool bevindt zich op Groningen Airport Eelde. Het is de opvolger van de Rijksluchtvaartschool (RLS) en de KLM Luchtvaartschool (KLS). 

## Opleiding
De opleiding bestaat uit theorie en praktijk. Gedurende 13 maanden wordt theorie en praktijk gecombineerd. Sinds 18 april 2020 vindt deze geheel plaats op Groningen Airport Eelde. Het huidige traject bestaat uit een basistheorie van 2 maanden, gecombineerde theorie en éénmotorig vliegtraject gedurende 13 maanden, een meermotorigvliegtraject gedurende 5 maanden en als laatste volgen studenten de laatste 2 maanden een geïntegreerde MCC/Type Rating-training op Schiphol-Oost. In totaal duurt de opleiding ongeveer 24 maanden. Dit hangt af van de doorstroming tussen de verschillende trajecten en de weersomstandigheden. De KLM Flight Academy leidt ongeveer 60 studenten per jaar op, verdeeld over 5 klassen, voor een baan als piloot bij de KLM. 

### Selectieprocedure
Om toegelaten te worden tot de KLM Flight Academy is er een verplichte selectieprocedure bestaande uit 4 fases en een medische keuring. Hierin wordt gekeken naar de geschiktheid voor de opleiding en een baan als vlieger bij de KLM. De totale selectieprocedure neemt ongeveer drie tot zes maanden in beslag. Fase 1 t/m 3 vinden plaats bij het Aviation Medical Center. 
- Fase 1: Basis capaciteiten onderzoek

Bij fase 1 wordt gekeken naar verschillende onderdelen zoals: cijfermatige en verbale capaciteiten, ruimtelijk inzicht en technisch inzicht. 
- Fase 2: Sensomotorisch onderzoek

Bij fase 2 wordt de vliegaanleg getest en wordt gekeken naar onder andere oog- hand- voet coördinatie en multi-tasking/ stressbestendigheid.
- Fase 3: Competentie onderzoek

Bij fase 3 wordt er getoetst op de benodigde competenties middels vragenlijsten en een interview met een psycholoog.
- Fase 4: TC/COVA gesprek

Fase 4 is een gesprek met de toelatingscommissie van de KLM Flight Academy en Commissie van Aanname van KLM. Tijdens dit gesprek worden de behaalde selectieresultaten besproken en de motivatie voor de opleiding en het beroep van verkeersvlieger.
Als de selectieprocedure positief wordt afgerond moet de aspirantleerling nog een vliegmedische keuring doen bij KLM Health Services.

### Theoretisch gedeelte
De opleiding begint met 2 maanden basistheorie. Hierna wordt gedurende 13 maanden theorie gecombineerd met het éénmotorig vliegtraject. Tijdens deze 15 maanden worden alle vakken volgens het reglement van de EASA behandeld. De studenten moeten examens op school succesvol afronden alvorens zij deel mogen nemen aan de examens van het CBR. De vakken die worden behandeld zijn:
- Air Law
- Airframe & systems, Electrics, Powerplant, Emergency Equipment
- Instrumentation
- Mass & Balance
- Performance
- Flight planning & monitoring
- Human Performance & limitations
- Metereology
- General Navigation
- Radio Navigation, including performance-based navigation (PBN)
- Operational Procedures
- Visual flight rules (VFR) Communications
- Instrument flight rules (IFR) Communications

### Praktijkgedeelte
Na de 2 maanden basistheorie start de student met het praktijkgedeelte. Dit praktijkgedeelte wordt weer onderverdeeld in het Single-Engine (SE) gedeelte en het Multi-Engine (ME) gedeelte. Aan het begin worden de meeste uren (VFR) gemaakt op Diamond DA40-NG. Dit gedeelte neemt ongeveer 13 maanden in beslag, afhankelijk van de weersomstandigheden. Na het afronden van dit gedeelte is de student in het bezit van zijn of haar CPL (Commercial Pilot License).
Na het Single-Engine gedeelte volgt het Multi-Engine gedeelte (ongeveer 5 maanden) − eerst op de FNPT-II (proceduretrainer), daarna op de Diamond DA42 Twin Star. De opleiding wordt afgesloten met een Multi-Crew Coordination (MCC)/TQ om de studenten voor te bereiden op het vliegen als tweemansbemanning van een groot verkeersvliegtuig. De MCC wordt gegeven op een Boeing 777 simulator. Tot op heden studeren de vliegers af met een Type Qualificatie(TQ) voor op de Boeing 777. Dit brengt de vliegers in staat om bij werkgelegenheid in dienst te treden als second officer bij de KLM op dit type vliegtuig en op de Boeing 787.
In totaal duurt de opleiding 2 jaar. De kostprijs van de opleiding is €135.000. In dit bedrag zijn alle opleidingskosten voor theorie & praktijk inbegrepen zoals boeken, uniform en vlieguren. De huur van een kamer op de campus is niet inbegrepen en zal door de student zelf betaald moeten worden de huur bedraagt in 2023 €275,- per maand. In 2017 & 2018 was de opleidingsprijs €84.000. In deze jaren was er sprake van een ‘korting’.

## Vloot
De vloot van de KLM Flight Academy bestaat uit 18 toestellen van de Oostenrijkse fabrikant Diamond Aircraft. Sinds 2024 vliegt de luchtvaartschool met 12 enkelmotorige toestellen van het type Diamond DA40-NG en 6 tweemotorige toestellen van het type Diamond DA42-VI Twin Star.
De KLM Flight Academy maakt ook gebruik van Vliegsimulatoren. De FNPT-II wordt gebruikt voor proceduretraining voor de Diamond, deze staat in Eelde. In de laatste fase wordt gebruik gemaakt van de Boeing 777 simulator van KLM op Schiphol-Oost.

## Geschiedenis
De KLM Flight Academy stond vroeger bekend onder de naam Rijksluchtvaartschool (RLS) en bestaat sinds 1 januari 1946. De studie werd toentertijd door het rijk gefinancierd omdat KLM-directeur Albert Plesman de politiek er van wist te overtuigen dat vliegveiligheid een overheidsverantwoordelijkheid is. In april 1946 begint de eerste klas te luchthaven Gilze-Rijen. In 1946 opende de school een afdeling op Ypenburg, waar ook de Nationale Luchtvaartschool (NLS) was gevestigd. In 1954 verhuisde de Rijksluchtvaartschool vanuit Noord-Brabant naar Eelde, later verhuisde de Ypenburgse afdeling naar Zestienhoven. Sinds 1956 beschikt men in Eelde over een eigen internaat. Het complex werd in 1957 door prins Bernhard officieel geopend.
Eind jaren 80 en begin jaren 90 werd er een hoop overheidsdiensten verzelfstandigd door het Ministerie van Verkeer en Waterstaat waarvan de RLS er een van was. Op 26 februari 1991 werd de RLS dan ook verkocht door de toenmalige minister van verkeer en waterstaat Hanja Maij-Weggen voor het symbolische bedrag van één gulden aan de KLM. De school ging verder onder de naam KLM Luchtvaartschool (KLS) en tegenwoordig staat de school bekend onder de naam KLM Flight Academy.
Wel richtte de overheid een garantiefonds op en is het mogelijk om studiekostenaftrek bij de belasting te krijgen. De aftrek van de rente over de studieschuld is in 2001 komen te vervallen.

## Corps Adspiranten Verkeersvlieger (CAVV)
Het Corps Adspiranten Verkeersvlieger (CAVV) is de studentenvereniging van de KLM Flight Academy. Het CAVV werd opgericht op 15 mei 1957 in de tijd dat de luchtvaartschool nog in handen van de overheid was. Het lidmaatschap van het CAVV is exclusief voor studenten aan de KLM Flight Academy. De piloten in opleiding op de KLM Flight Academy wonen grotendeels op de campus van de luchtvaartschool in een van de woonblokken Alpha, Bravo of Charlie.
Het leven op de campus biedt veel mogelijkheden voor een collectieve vrijetijdsbesteding voor studenten. Het CAVV biedt deze mogelijkheid in de vorm van diverse activiteiten die het voor haar leden organiseert. De vereniging beschikt over een eigen sociëteit, gevestigd op hetzelfde terrein als de luchtvaartschool. Deze sociëteit, beter bekend als dé Bar, is de basislocatie voor de vele ontspanningsmogelijkheden die het CAVV biedt.

## Bekende leerlingen
- Willem-Alexander der Nederlanden
- Lisa Westerhof (zeilster)
- Benno Baksteen